# Jerzy Tomaszewski (dyplomata)
Jerzy Bolesław Tomaszewski (Bończa-Tomaszewski) (ur. 21 listopada 1872 w Petersburgu, zm. 30 grudnia 1955 w Funchal) – polski dyplomata w służbie dyplomatycznej i konsularnej Imperium Rosyjskiego (1893–1917) i II Rzeczypospolitej (1918–1930).

## Życiorys
Pochodził z rodziny ziemiańskiej. W 1893 ukończył Liceum Aleksandrowskie i wstąpił do służby dyplomatycznej Imperium Rosyjskiego, w której zajmował szereg stanowisk w latach 1893–1917. W latach 1893–1894 sekretarz konsulatu w Barcelonie, 1894–1900 w centrali w Petersburgu. W latach 1900–1903 w konsulacie w Bremie, 1903–1908 w konsulacie w Algierze. W 1908 otrzymał tytuł radcy stanu, ponownie przeniesiony do centrali. Od 1910 sekretarz poselstwa w Dreźnie, po wybuchu I wojny światowej przeniesiony na stanowisko I sekretarza poselstwa w Bernie, następnie w grudniu 1914 do ambasady w Rzymie. Pod koniec 1915 przeniesiony do poselstwa w Kopenhadze, stamtąd do poselstwa przy rządzie Królestwa Belgii na emigracji w Sainte-Adresse. Od sierpnia 1917 w rosyjskiej ambasadzie w Paryżu. Po przewrocie bolszewickim odszedł na stanowisko szefa gabinetu ministra spraw zagranicznych Królestwa Czarnogóry na emigracji w Neuilly-sur-Seine.
1 marca 1918 rozpoczął pracę w strukturach Komitetu Narodowego Polskiego, początkowo jako kierownik Urzędu Spraw Cywilnych, następnie referent w sekcji politycznej i szef biura sekretarza w Genewie. Po odzyskaniu niepodległości przez Polskę od grudnia 1918 do czerwca 1919 był szefem gabinetu sekretarza generalnego delegacji polskiej na paryską konferencję pokojową.
Od 6 czerwca 1919 organizował polskie poselstwo w Madrycie, od 11 września 1919 do 11 marca 1920 kierował nim jako chargé d’affaires, następnie do 1 maja 1923 był radcą poselstwa. Odwołany z placówki, pracował w centrali Ministerstwa Spraw Zagranicznych. 1 października 1924 objął funkcję chargé d’affaires ad interim w Budapeszcie, którą sprawował do 24 grudnia 1924. 30 grudnia 1924 roku ponownie odwołany do centrali MSZ. 1 września 1926 mianowany na kierownika wydziału konsularnego Poselstwa RP w Rzymie. 30 września 1930 został odwołany do Warszawy i przeniesiony w stan rozporządzalności, 31 marca 1931 przeszedł w stan spoczynku. Osiedlił się w Funchalu na Maderze, gdzie zmarł.